# Leptoxis ligata
Leptoxis ligata је пуж из реда Sorbeoconcha и фамилије Pleuroceridae.

## Угроженост
Ова врста је изумрла, што значи да нису познати живи примерци.

## Распрострањење
Станиште врсте су биле САД.

## Станиште
Раније станиште врсте су била слатководна подручја.